# Carole Rousseau
Pour les articles homonymes, voir Rousseau.
Carole Rousseau, née le 25 décembre 1967 à La Garenne-Colombes (Hauts-de-Seine), est une animatrice et productrice de télévision française.

## Biographie

### Formation et débuts dans l'audiovisuel
Après des études de droit et un DESS de droit de la communication audiovisuelle, Carole Rousseau commence par travailler en 1991 sur FR3 avec Jean-Marie Cavada au sein de la rédaction de l'émission La Marche du siècle. En 1992-1993, elle est pigiste à l'European Media Business & Finance à 
Londres.

### Débuts d'animatrice et productrice
Après avoir été assistante de production pour Le Droit de savoir avec Charles Villeneuve de 1993 à 1995, Jury d'honneur, Télé-Vision et Ça va plutôt bien avec Béatrice Schönberg en janvier 1995 sur TF1, elle rejoint France 2 de septembre 1995 à juin 1997, pour présenter avec Jean-Luc Delarue Déjà dimanche. 
Forte de ce succès, elle est invitée en 1996 à une spéciale animateurs de La Grande Famille sur Canal+. À cette période, elle produit également quelques reportages sur David Douillet pour France 3, et présente le magazine Mode de vie sur TF1, en remplacement de Béatrice Schönberg.

### Succès sur TF1 (années 1990-2000)
En 1997, elle rejoint TF1 qui lui confie tout d'abord la présentation d'un magazine estival en seconde partie de soirée, De plus en plus.
À partir de la rentrée 1997, elle co-présente en première partie de soirée, et généralement en direct, l'émission Plein les yeux avec Jacques Legros, jusqu'en 2003.
Elle récupère ensuite à la rentrée 1999 la coprésentation de Célébrités (en remplacement d'Alexandra Bronkers) aux côtés de Stéphane Bern et Benjamin Castaldi.
Entre 1997 et 1999, Carole Rousseau présente aussi plusieurs émissions spéciales dont En toute simplicité en première partie de soirée, qui propose de suivre des célébrités dans leur intimité ; Le Millénium retransmis en direct le 31 décembre 1999 avec Jean-Claude Narcy, célébrant le passage à l'an 2000, ainsi que l'ouverture de la matinée du 1er janvier 2000 avec Roger Zabel. 
Elle participe aussi en tant qu'invitée à de nombreuses émissions de TF1, dont Histoire d'en rire, La fureur du 31 ou encore Les enfants de la télé.
À cette période, elle s'essaye aussi au sport en présentant, en décembre 1997, le Tirage de la Coupe du monde 1998 au stade Vélodrome de Marseille avec Roger Zabel et Hervé Mathoux, La Coupe du monde de A à Z (avec Roger Zabel et Pierre Arditi) et en commentant le Mondial de Chamonix pour Automoto.
Durant l'été 2000, elle présente chaque samedi en première partie de soirée le magazine Nos meilleurs moments, qui propose de revenir sur des émissions culte de la télévision française.
En seconde partie de soirée, après Célébrités, elle s'impose dans les années 2000 avec des magazine de société diffusé en deuxième partie de soirée : C'est quoi l'amour ? lancé en janvier 2000, qu'elle présente pendant 13 ans et dont elle est également productrice. Dans ce magazine, elle privilégie la sobriété dans les interviews d'anonymes. Pendant la même période, elle présente également Appels d'urgence, un magazine de reportages sur le travail quotidien de la police, gendarmerie, des pompiers, brigade des douanes, etc.

### Polémiques et échecs
À la rentrée 2003 elle présente le magazine  Scrupules qui nuira à son image. Dans cette émission produite par Jean-Luc Delarue, des anonymes invités devaient justifier des comportements jugés immoraux face à un public appelé à prendre position. Mais l'émission est retirée de l'antenne après 6 numéros faute d'audience.
Outre des magazines, Carole Rousseau anime ponctuellement des grands jeux en première partie de soirée : Le Grand Concours, Le Grand Quiz du cerveau ou encore Le Bac blanc aux côtés de Christophe Dechavanne. En 2004, elle anime le divertissement Les Allumés.
Entre 2005 et 2010, elle participe aux opérations spéciales de TF1 aux côtés de Charles Villeneuve et Jean-Claude Narcy.
En mai 2006, elle retrouve son partenaire de Plein les yeux, Jacques Legros. Ensemble, ils présentent sur TF1 Les 30 histoires les plus mystérieuses / spectaculaires /  extraordinaires jusqu'en mars 2012.
Le 13 mai 2009, elle présente sur TF1 en première partie de soirée avec Julien Arnaud Ces inconnus qui ont fait la une. L'émission n'a pas été reconduite en raison des audiences catastrophiques de celle-ci (3,8 millions seulement) qui placent TF1 en troisième position de la soirée.

### Passage au second plan
Sur TMC, elle présente les magazines 90' Enquêtes (une émission traitant surtout de délinquance avec des reportages sur les forces de l'ordre)  ainsi que 90' Faits Divers. Elle produit Ma drôle de vie, un magazine présenté par Alexia Laroche-Joubert.
De 2009 à 2018 elle présente sur TF1 Au cœur du crime, un magazine consacré aux faits divers.
Du 19 août 2010 à novembre 2012, elle présente sur TF1 les trois premières saisons de l'émission MasterChef, un grand concours national de cuisine. En 2011-2012, elle présente la version junior du concours.
Elle participe à Toute la télé chante pour Sidaction sur France 2.
Depuis le 23 janvier 2015, elle coprésente avec Christophe Beaugrand sur TF1, le jeu La France passe le Test, consacré pour ses deux premières émissions au QI et à la culture générale.
D'avril à juin 2016 elle est chroniqueuse dans deux émissions éphémères d'Arthur sur TF1 : L'Hebdo Show et Cinq à sept avec Arthur. 
Fin 2017, à l'occasion de la co-animation tournante de la huitième saison de Danse avec les stars elle co-anime avec Sandrine Quétier la première partie de soirée du 2 décembre 2017.
Début 2018, elle anime le jeu Safari Go sur la chaîne de la TNT Gulli.

### Tensions avec TF1, départ surprise pour C8 (2018)
Le 24 juillet 2018, la chaîne C8 annonce dans un communiqué la venue de l'animatrice dans ses rangs dès septembre 2018. Il indique qu'« elle présentera chaque semaine la nouvelle case information de la chaîne qui sera lancée dès septembre 2018. Régulièrement, elle animera des soirées spéciales composées d'un document puis d'un débat en direct ». Ce départ a lieu dans un climat de tensions entre Carole Rousseau et la Une. En effet, sur le plateau de La médiasphère sur LCI, elle déclare que « Quand au bout de 20 ans de collaboration, vous ne recevez même pas un mot de félicitations pour la naissance de vos jumeaux ; quand au bout de vingt ans de collaboration, vous n'êtes même pas invitée à la soirée des quarante ans de la chaîne ; quand vous savez qu'ils ont essayé à plusieurs reprises de vous évincer mais que, dans le placard dans lequel je suis - parce qu'il faut arrêter de se raconter des bêtises -, ce placard réalise encore plusieurs millions de téléspectateurs, peut-être que Carole Rousseau est parfois un mal nécessaire »,,.
Sur C8 elle présente des magazines dont Enquête sous haute tension puis Jeudi Reportage, ainsi que des documentaires et des divertissements.

## Vie privée
Elle est mariée, depuis octobre 2011, à Silvio Rossi-Arnaud, un avocat. 
En juillet 2013, elle donne naissance à des jumeaux, nommés Luchino et Vittorio.

## Émissions

### Présentatrice
- 1995-1997 : Déjà dimanche, coprésentation avec Jean-Luc Delarue (France 2)
- 1997 : De plus en plus, avec son chroniqueur Frédéric Joly (TF1)
- 1997 : Tirage de la Coupe du monde 98, avec Roger Zabel, Hervé Mathoux et Sepp Blatter (TF1)
- 1997 : En attendant demain avec Roger Zabel (TF1)
- 1997 : La Coupe du monde de A à Z, avec Roger Zabel et Pierre Arditi (TF1)
- 1997 : Mondial de Chamonix pour Automoto (TF1)
- 1997-2003 : Plein les yeux, coprésentation avec Jacques Legros (TF1)
- 1999 : En toute simplicité (TF1)
- 1999-2000 : Célébrités, coprésentation avec Stéphane Bern et Benjamin Castaldi (TF1)
- 1999 : Le Millénium, coprésentation avec Jean-Claude Narcy (TF1)
- 2000 : Les P'tits Princes (TF1) : coanimation avec Frédéric Joly, Billy, Benjamin Castaldi, Sophie Thalmann et Flavie Flament
- 2000-2013 : C'est quoi l'amour ? (TF1)
- 2000-2013 : Appels d'urgence (TF1)
- 2000 : Nos meilleurs moments (TF1)
- 2002-2018 : Le Grand Concours (dont Le Grand Concours des animateurs de 2003 à 2018) (TF1)
- 2003 : Le Bac blanc avec Christophe Dechavanne (TF1)
- 2003 : Plateau d'ouverture du Sidaction avec Arthur (TF1)
- 2003 : Scrupules (TF1)
- 2004 : Les Allumés, avec Laurent Baffie et Pascal Sellem (TF1)
- 2005 : Si c'était moi (TF1)
- 2006 : Les 60 images qui ont marqué les Français, coprésentation avec Jean-Pierre Pernaut (TF1)
- 2006 : Les 50 personnalités qui ont choqué les Français, coprésentation avec Christophe Dechavanne (TF1)
- 2006-2012 : Les 30 histoires..., coprésentation avec Jacques Legros (TF1)
- 2007 : 2006 : Les images qui ont marqué les Français, coprésentation avec Jean-Pierre Pernaut (TF1)
- 2007-2018 : 90' Enquêtes (TMC)
- 2007 - 2011 : Le Grand Quiz du cerveau, coprésentation avec Benjamin Castaldi (TF1)
- 2008 : Qui peut battre... ?, coprésentation avec Denis Brogniart (TF1)
- 2009 : Ces inconnus qui ont fait la  une, coprésentation avec Julien Arnaud (TF1)
- 2009-2011 : 90' Faits divers (TMC)
- 2009 : Au cœur du crime (TF1)
- 2010-2012 : MasterChef (saisons 1 à 3) (TF1)
- 2011-2012 : MasterChef junior (TF1)
- 2015 : La France passe le test, coprésentation avec Christophe Beaugrand (TF1)
- 2015 :  Immersion Immédiate (13 ème Rue) avec Benjamin Castaldi
- 2016 : L'Hebdo Show avec Arthur (TF1) : chroniqueuse
- 2016 : Cinq à sept avec Arthur (TF1) : chroniqueuse
- 2016 : New York, 11-septembre : au cœur des attentats qui ont changé le monde (TMC)
- 2017 : Danse avec les stars (TF1) : coprésentation avec Sandrine Quétier
- 2018 : Safari Go ! - saison 2 (Gulli)
- 2018-2021 : Enquête sous haute tension (C8)
- 2018 : La planète est elle (vraiment) foutue ? (C8)
- 2018 : Les années 80, le grand concert (C8)
- 2019 : RFM Music Show (C8)
- 2020-2021 : Instincts criminels (C8)
- 2020 : De Charlie Hebdo au Bataclan, les derniers secrets des attentats de 2015 (C8)
- 2021 : Cold Case, à la recherche du coupable (C8)
- 2021 : Jeudi reportage (C8)
- 2021 : Dans le cœur des Français (C8)
- 2024  : Le Grand Concours : spécial 20 ans (TF1)  : présentation avec Arthur et Laurence Boccolini

### Journaliste ou rédactrice
- Cérémonies du 14 juillet (TF1)
- Premier amour : l'amour renaîtra-t-il du passé ? (TF1)
- Accès privé (M6)

### Productrice
- C'est quoi l'amour (TF1)
- Ma drôle de vie (TMC)
- Si c'était moi (TF1)

### Réalisatrice
- 2000 : co-réalisatrice avec Nicolas Moscara du documentaire Les retraités de la Légion étrangère pour Arte.